# Râle de Virginie
Rallus limicola
Espèce
Statut de conservation UICN

 LC  : Préoccupation mineure
Le Râle de Virginie (Rallus limicola) est une petite espèce d'oiseau aquatique de la famille des Rallidae.

## Description
L'adulte est brun avec le dos et la tête plus sombre, avec les pattes brun-orangé. Il présente des orteils longs, une courte queue et un long bec fin et de couleur rougeâtre. Ses joues sont grises, avec une rayure claire sur l'œil et une gorge blanchâtre.

## Répartition et sous-espèces
Cet oiseau est représenté par quatre sous-espèces :
- Rallus limicola limicola Vieillot, 1819 — États-Unis et Canada ;
- Rallus limicola friedmanni Dickerman, 1966 — mésoamérique (aire dissoute).

## Reproduction
Le râle de Virginie niche dans les marais. La femelle pond de 5 à 13 œufs sur une plateforme construite avec des massettes et d'autres végétaux à un emplacement sec. Les deux parents s'occupent des jeunes qui sont capables de voler en moins d'un mois.

## Mœurs
Les populations les plus au nord migrent vers le centre et le sud des États-Unis tandis que, sur les côtes Pacifique, l'on trouve parfois des individus résidents.
Cet oiseau fouille de son bec la vase ou l'eau peu profonde, mais recherche aussi sa nourriture visuellement. Il se nourrit d'insectes et de petits animaux aquatiques.
Il produit de nombreux sons, et en particulier un kuk kuk kuk que l'on peut entendre de nuit.

## Population
Cet oiseau reste globalement commun et ce en dépit de la diminution continue de son habitat. Il faut toutefois pondérer cette affirmation car il s'agit d'un oiseau très discret, plus souvent entendu que vu...